# C-Fos
En el campo de la biología molecular, c-Fos es una proteína codificada en humanos por el gen fos.

## Estructura y función
c-Fos es un proto-oncogén celular perteneciente a la familia de factores de transcripción de genes de expresión rápida. La proteína c-Fos presenta un dominio de unión a ADN de tipo cremallera de leucina, así como otro dominio de transactivación en el extremo C-terminal. La transcripción de c-Fos se ve aumentada en respuesta a multitud de señales extracelulares, como por ejemplo los factores de crecimiento. Además, la fosforilación efectuada por MAP quinasas, PKA, PKC o cdc2 altera significativamente la actividad y la estabilidad de c-Fos. Los miembros de la familia c-Fos dimerizan con la proteína c-Jun para formar el factor de transcripción AP-1, el cual activa la transcripción de numerosos y diversos genes implicados en todos aquellos procesos relacionados con la proliferación y la diferenciación celular con el fin de evitar procesos de invasión y daño celular.

## Importancia clínica
El complejo AP-1 ha sido implicado en el proceso de transformación y progresión del cáncer, y ambos, c-Fos y c-Jun, fueron descubiertos por primera vez en fibroblastos de ratón. c-Fos fue identificado como el gen transformante de FBJ MSV y c-Jun como el oncogén del virus de sarcoma aviar 17 (junana = 17).
El homólogo viral de c-Fos, denominado v-Fos, se encuentra en un  retrovirus, el de sarcoma osteogénico murino Finkel–Biskis–Jinkins.
Al menos un estudio ha demostrado que la sobredosis de LSD está asociada con una hiper-expresión de c-Fos en mamíferos.

## Aplicaciones
Los científicos utilizan la medición de la expresión de c-Fos como un marcador de actividad neuronal, ya que c-Fos suele expresarse cuando las neuronas se ven sometidas a potenciales de acción. Si el ARNm de c-Fos es activado en una neurona, esto indica que ha habido actividad reciente.

## Interacciones

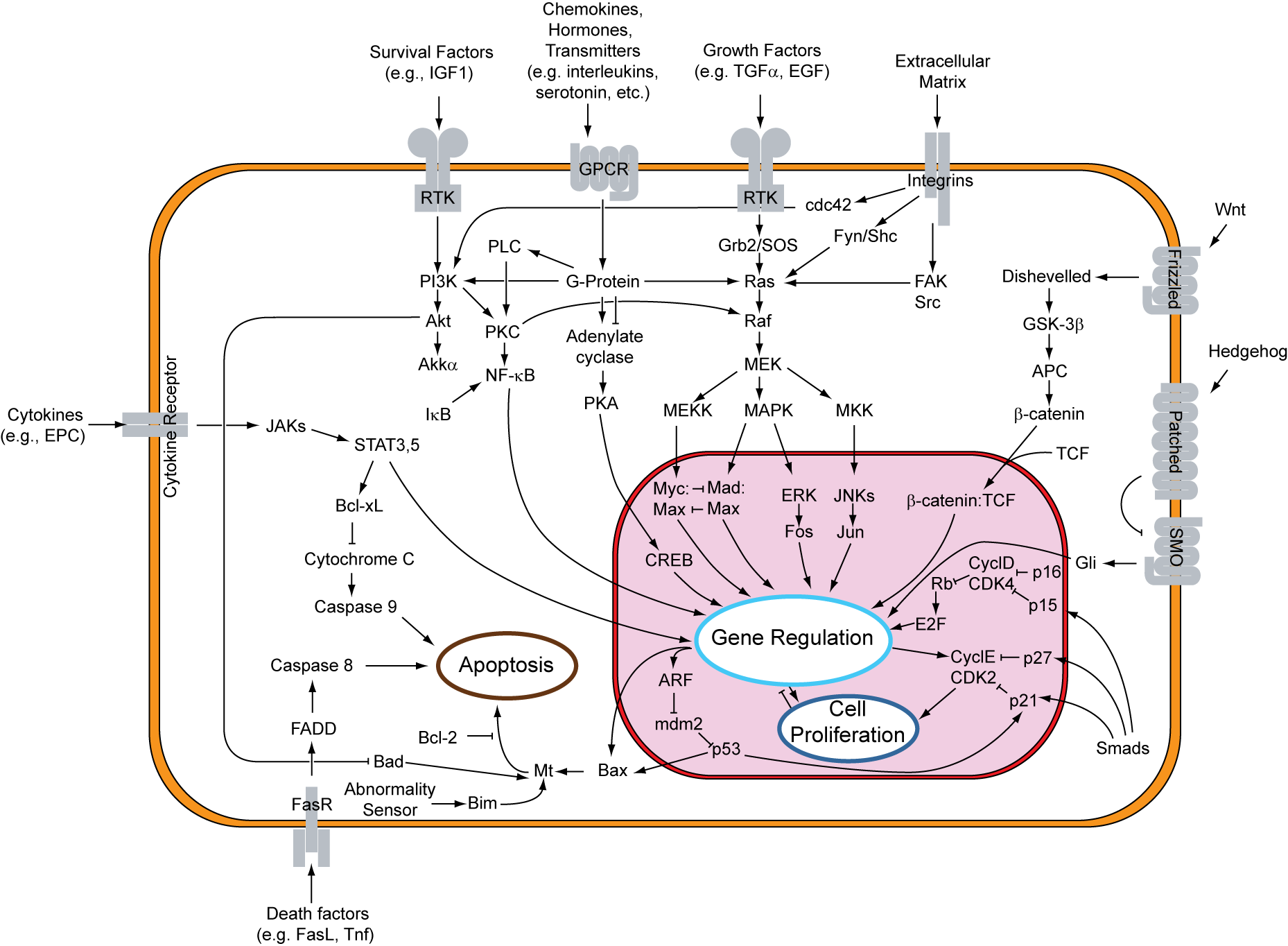
Esquema general de las rutas de transducción de señales implicadas en apoptosis.

La proteína c-Fos ha demostrado ser capaz de interaccionar con:
- Caseína quinasa 2, alfa 1[5]
- Caseína quinasa 2, alfa prima[5]
- BCL3[6]
- DDIT3[7]
- Cofactor de BRCA1[8]
- Proteína de unión a TATA[9]
- RELA[10]
- NCOA1[11][12]
- NCOR2[13]
- RUNX2[14][15]
- RUNX1[14][15]
- c-Jun[10][16][17][18][19][20][21]
- SMAD3[22]